# Висока (Завразьке сільське поселення)
Висо́ка (рос. Высокая) — присілок у складі Нікольського району Вологодської області, Росія. Входить до складу Завразького сільського поселення.

## Населення
Населення — 22 особи (2010; 66 у 2002).
Національний склад (станом на 2002 рік):
- росіяни — 100 %